# Sabinskornas bortrövande

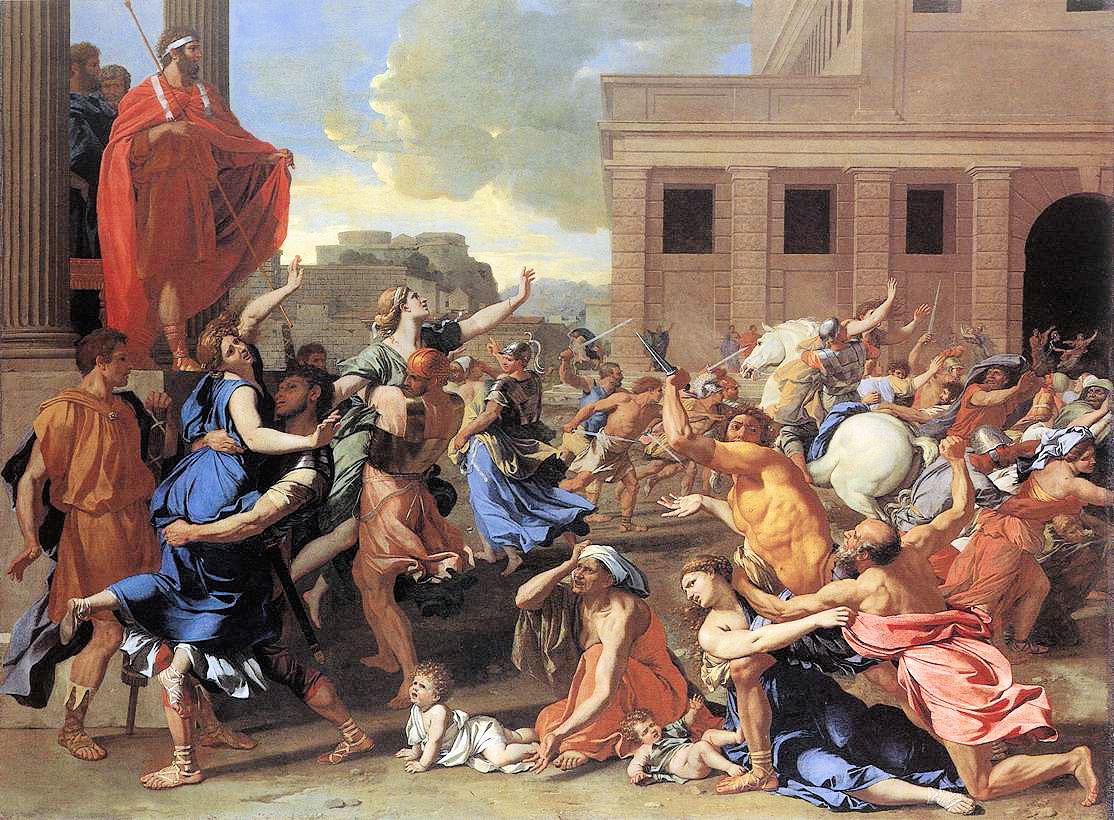
Sabinskornas bortrövande (målning av Nicolas Poussin).

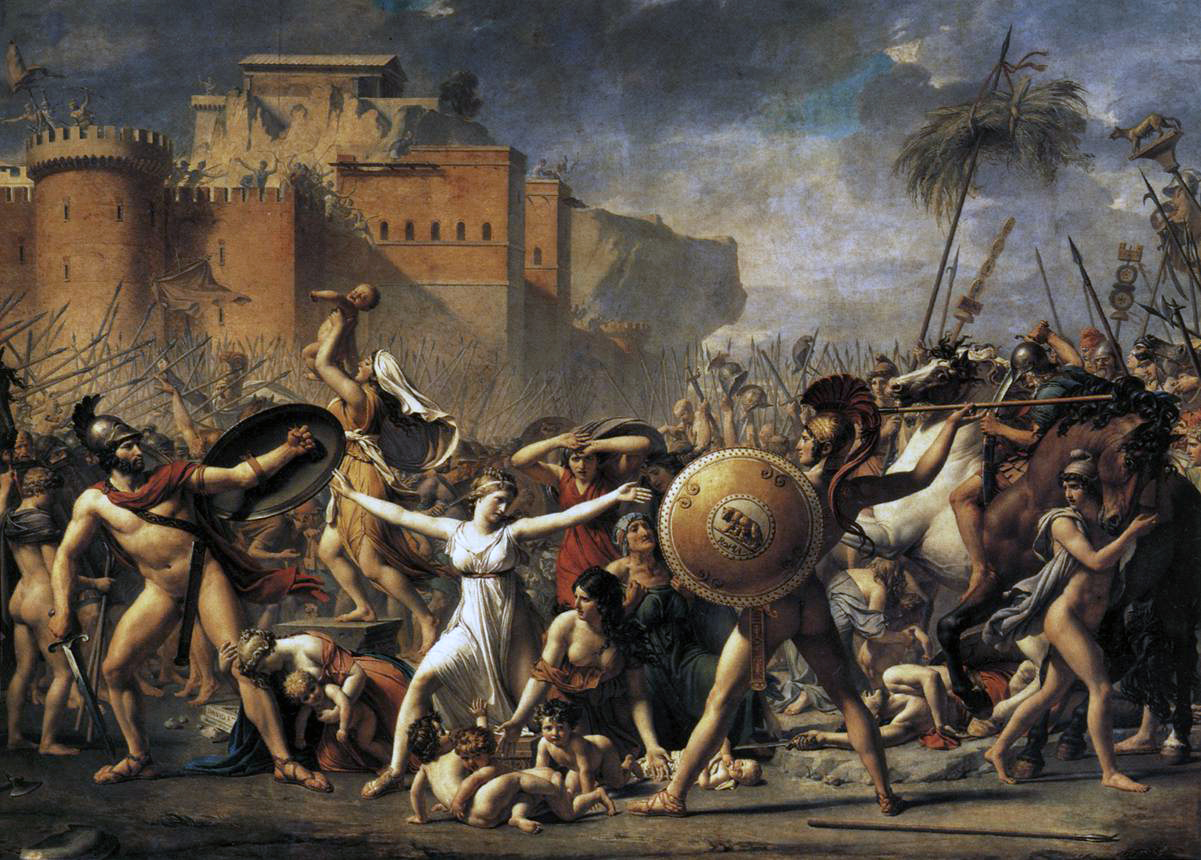
Sabinskorna, vilken beskriver en senare scen i legenden, där de sabinska männen anfaller Rom för att ta tillbaka de bortrövade kvinnorna (målning av Jacques-Louis David).

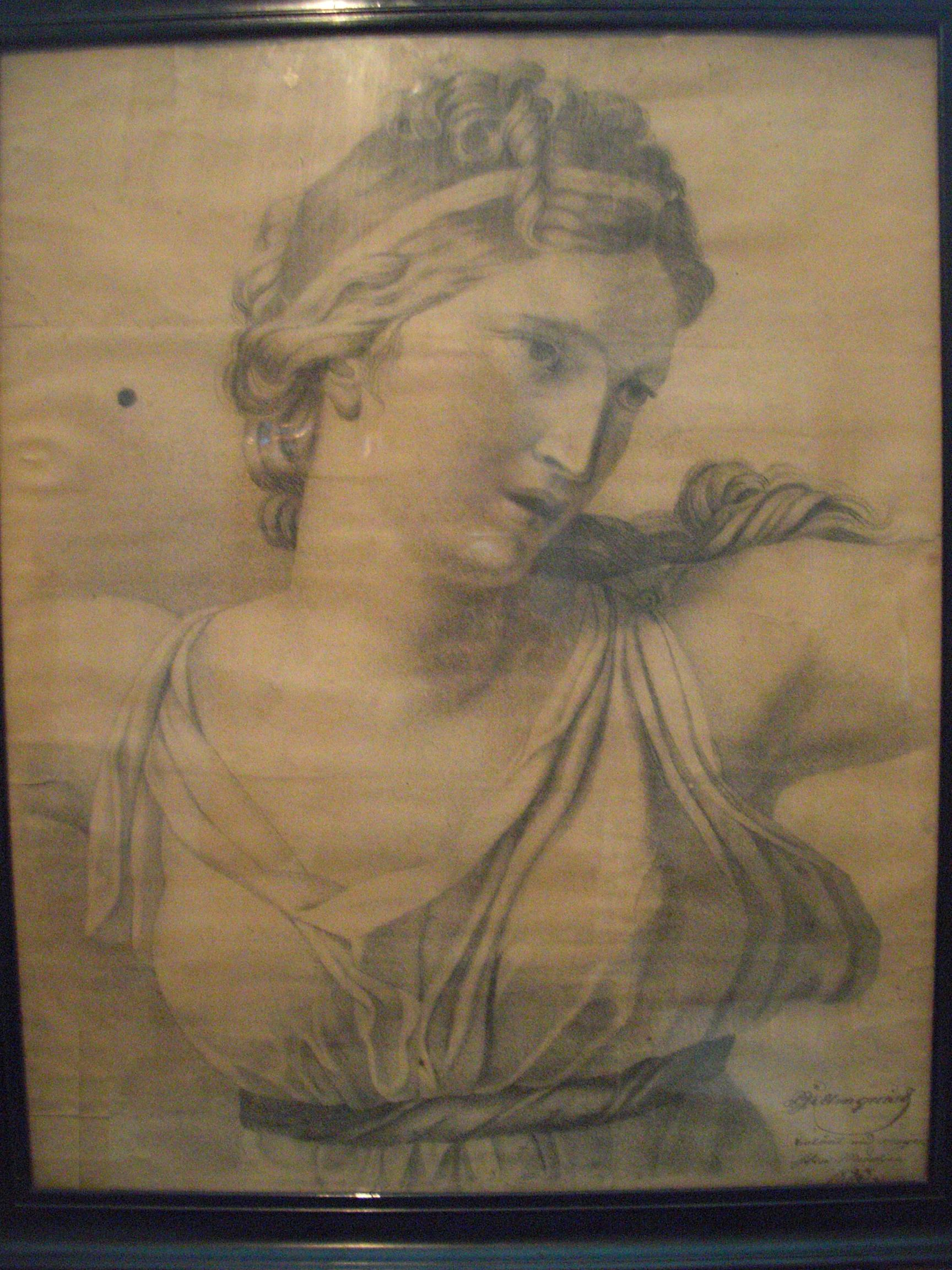
Sabinskornas bortrövande.

Sabinskornas bortrövande är en legend med anknytning till det romerska rikets grundande.
Enligt legenden skulle Roms grundare Romulus ha försökt öka Roms befolkning genom att inbjuda sabiner till en fest, varvid romarna med våld förde bort många av deras kvinnor i giftasvuxen ålder och gjorde dem sina hustrur. Den sabinske kungen startade då ett krig mot romarna. Romarnas sabinska hustrur, som nu var blivande mödrar, stoppade dock en ödeläggande slutstrid och förmådde istället parterna att sluta fred och ingå en koalition. 
Legenden har målats av bland annat Nicolas Poussin (Sabinskornas bortrövande) och Jacques-Louis David (Sabinskorna från 1799). 
Sabinskornas bortrövande kan även avse en skulptur i Enleveringsgruppen på Stockholms slotts södra fasad.